# روبرت باك
روبرت باك (بالإنجليزية: Robert Pack)‏ مواليد 3 فبراير 1969 في نيو أورلينز، هو لاعب كرة سلة أمريكي سابق أصبح مدرباً مساعدا بدأ مسيرته الاحترافية في سنة 1991. وهو مدرب مساعد لفريق نيو أورلينز بيليكانز في الرابطة الوطنية لكرة السلة. يبلغ طوله 6 قدم 2 بوصة (1.9 م). اعتزل اللعب في 2005.

## المسيرة الاحترافية
لعب مع بورتلاند ترايل بلايزرز في موسم 1991–1992، ثم لعب مع دنفر ناغتس من سنة 1992 إلى 1995، ثم لعب مع واشنطن ويزاردز في موسم 1995–1996، ثم لعب مع بروكلين نتس في موسم 1996–1997، ثم لعب مع دالاس مافيريكس من سنة 1996 إلى 2000، ثم لعب مع دنفر ناغتس في موسم 2000–2001، ثم لعب مع مينيسوتا تمبر ولفز في سنة 2002، ثم لعب مع نيو أورلينز بيليكانز في سنة 2003، ثم لعب مع بروكلين نتس في سنة 2004، ثم لعب مع فالنسيا باسكت في الدوري الإسباني في موسم 2003–2004.

## روابط خارجية
- روبرت باك على موقع إن بي أي (الإنجليزية)
- روبرت باك على موقع سبورتس رفرنس (الإنجليزية)
- روبرت باك على موقع الدوري الإسباني لكرة السلة (الإسبانية)
- روبرت باك على موقع كرة السلة الأوروبية.كوم (الإنجليزية)
- روبرت باك على موقع كلية كرة السلة في سبورتس رفرنس.كوم (الإنجليزية)
- روبرت باك على موقع ريلجم (الإنجليزية)
- روبرت باك على موقع بروبوليرز (الإنجليزية)
- روبرت باك على موقع سبورتس رفرنس (الإنجليزية)
- روبرت باك على موقع سبورتس رفرنس (الإنجليزية)